# Dumbrăvița (okręg Marmarosz)
Dumbrăvița – wieś w Rumunii, w okręgu Marmarosz, w gminie Dumbrăvița. W 2011 roku liczyła 1131 mieszkańców.